# Стрежевско езеро
Стрежевското езеро (на македонска литературна норма: Стрежевско Езеро) е язовир, разположен в югозападната част на Северна Македония.

## Местоположение
Езерото е разположено на територията на община Битоля, в Гяваткол по средното течение на река Шемница, на 1,5 km от село Стрежево и на 24 km от вливането на Шемница в Църна.

## Описание
Изграждането на язовирната стена започва в 1978 година, а първите части на язовира започват да функционират в 1982 година. Стената е земно-насипна с централно глинено ядро и тяло от чакъл. Висока 76 m, широка 10 m, а короната е дълга 632 m.

## Функции
Езерото осигурява необходимите количества вода за напояване на част от Пелагония, осигурява необходимите количества чиста вода за нуждите на общественото предприятие „Водовод“, осигурява чиста вода за част от индустрията, предпазна от наводнявания.
Чистата и студена вода в езерото осигурява подходящи условия за съществуването на различни видове риби, като калифорнийска пъстърва, шаран, речен клен и други. Езерото, което се стопанисва от Общественото предприятие „Стрежево“, се зарибява постоянно и е туристическа дестинация.